# José Salvador Sanchis
José Salvador Sanchis Torme (nascido em 26 de março de 1963) é um ex-ciclista profissional espanhol. Ele montou em quatro edições do Tour de France e uma edição da Volta à Espanha. Participou na prova de estrada nos Jogos Olímpicos de 1984, em Los Angeles, Estados Unidos.